# Chlorophytum rangei
Chlorophytum rangei är en sparrisväxtart som först beskrevs av Adolf Engler och Kurt Krause, och fick sitt nu gällande namn av Inger Nordal. Chlorophytum rangei ingår i släktet ampelliljor, och familjen sparrisväxter. Inga underarter finns listade i Catalogue of Life.